# Teamstore Brno
Teamstore Brno (dřívějším názvem: MK Technic Brno) byl český ženský basketbalový klub, který sídlil v brněnských Štýřicích v Jihomoravském kraji. Založen byl v roce 2016 po přestěhování ženského družstva Tišnova do Brna. V letech 2016–2019 působil v české nejvyšší basketbalové soutěži žen, známé pod názvem Ženská basketbalová liga. Zanikl v roce 2019 po odhlášení z nejvyšší soutěže. Většina členů klubu po zániku přešla do rezervního týmu brněnské Královopolské. Klubové barvy byly růžová a tmavě modrá.
Dne 27. září 2018 se hráčky tohoto týmu zapsaly do historie českého basketbalu žen jedním nelichotivým rekordem. Na palubovce českého hegemona, pražských USK, získaly pouhých dvanáct bodů. Což je historicky nejnižší počet bodů v jednotlivém zápase, kterého jakýkoliv tým v historii české ženské ligy dosáhl. Z devětapadesáti střel na koš pak proměnily hráčky klubu pět střel.
Své domácí zápasy odehrával v hale Morenda s kapacitou 362 diváků.

## Historické názvy
Zdroj: 
- 2016 – MK Technic Brno
- 2018 – Teamstore Brno

## Soupiska sezóny 2018/2019
Zdroj: 
| Číslo | Stát  | Hráčka             | Ročník | Výška  | Příchod z                    |
| 4     | Česko | Veronika Havlíková | 1994   | 175 cm | SBŠ Ostrava                  |
| 5     | Česko | Andrea Filípková   | 1987   | 183 cm | BK Handicap Tišnov           |
| 7     | Česko | Karolína Jandová   | 1991   | 178 cm | KP Brno                      |
| 8     | Česko | Markéta Šívrová    | 1992   | 176 cm | BK Handicap Tišnov           |
| 10    | Česko | Karolína Szcotková | 1999   | 164 cm | Basket Žabiny Brno           |
| 11    | Česko | Dominika Murgašová | 1994   | 190 cm | BK Handicap Tišnov           |
| 12    | Česko | Monika Stehlíková  | 1992   | 177 cm | BK Handicap Tišnov           |
| 13    | Česko | Kamila Selucká     | 1993   | 186 cm | BK Handicap Tišnov           |
| 14    | Česko | Hana Gašicová      | 1998   | 171 cm | Basket Žabiny Brno           |
| 15    | Česko | Aneta Půlpánová    | 1990   | 181 cm | BK Handicap Tišnov           |
| 21    | Česko | Barbora Peštálová  | 1998   | 175 cm | Basket Žabiny Brno           |
| 23    | Česko | Tereza Zítková     | 1998   | 175 cm | Sokol Nilfisk Hradec Králové |

## Umístění v jednotlivých sezonách
Stručný přehled
Zdroj: 
- 2016–2019: Ženská basketbalová liga (1. ligová úroveň v České republice)

Jednotlivé ročníky
Zdroj: 
Legenda: ZČ - základní část, červené podbarvení - sestup, zelené podbarvení - postup, fialové podbarvení - reorganizace, změna skupiny či soutěže
| Česko (2016 – 2019) |                          |           |           |                                       |                      |
| Sezóny              | Soutěž                   | Úroveň    | ZČ        | Play-off, nadstavba, sk. o udržení... | Poznámky             |
| 2016/17             | Ženská basketbalová liga | 1. úroveň | 12. místo | Play-out (3. místo)                   |                      |
| 2017/18             | Ženská basketbalová liga | 1. úroveň | 12. místo | Play-out (4. místo)                   |                      |
| 2018/19             | Ženská basketbalová liga | 1. úroveň | 10. místo | Play-out (2. místo)                   | Odhlášení ze soutěže |